# Jive Junction
Jive Junction is een Amerikaanse muziekfilm uit 1943 onder regie van Edgar G. Ulmer.

## Verhaal
De jonge muzikant Peter Crane komt van het conservatorium over naar een gewone middelbare school. Zijn muziek komt daar in conflict met de moderne muziek van de middelbare scholieren. Wanneer hij erachter komt dat zijn vader omgekomen is in de oorlog, gaat hij zich toeleggen op jive. Hij leidt al gauw het muziekgroepje van zijn school.

## Rolverdeling
| Acteur           | Personage          |
| ---------------- | ------------------ |
| Dickie Moore     | Peter Crane        |
| Tina Thayer      | Claire Emerson     |
| Gerra Young      | Gerra Young        |
| John Michaels    | Jimmy Emerson      |
| Jack Wagner      | Grant Saunders     |
| Jan Wiley        | Juffrouw Forbes    |
| Beverly Boyd     | Cubby              |
| William Halligan | Mijnheer Maglodian |
| Johnny Duncan    | Frank              |
| Johnny Clark     | Chick              |
| Friedrich Feher  | Frederick Feher    |
| Caral Ashley     | Mary               |
| Odessa Lauren    | Meisje             |
| Robert McKenzie  | Sheriff            |